# Rapale

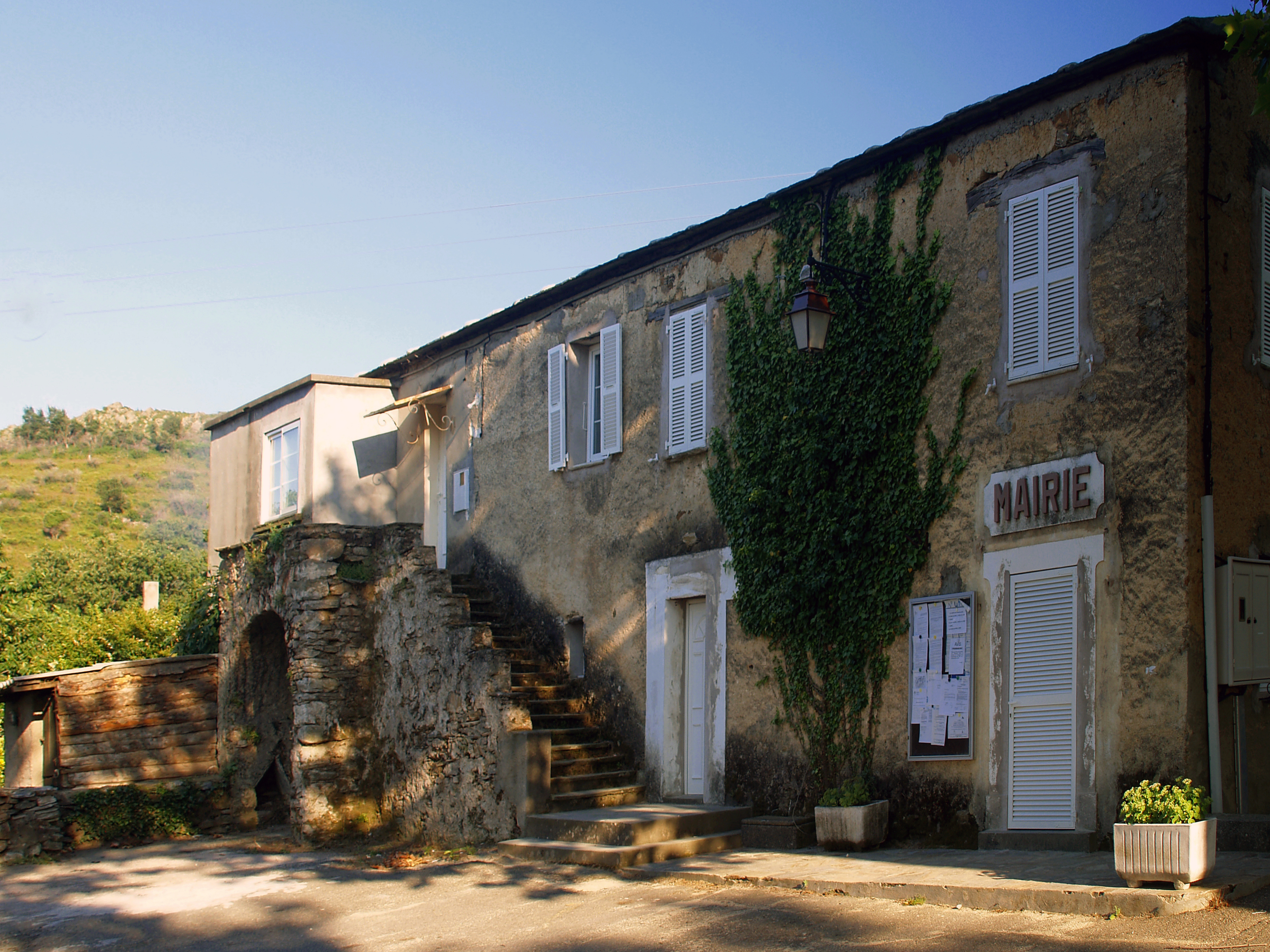
Mairie de Rapale.

Rapale est une commune française située dans la circonscription départementale de la Haute-Corse et le territoire de la collectivité de  Corse. Le village appartient à l'ancienne piève de San Quilico, dans le Nebbio.

## Géographie

### Situation
Rapale est située au sud du Nebbio.
Son territoire s'étend depuis les pentes du Monte Pietesco (702 m - Murato) au sud, s'étale autour du village et se poursuit par une longue bande dirigée nord - nord-ouest jusqu'à l'entrée orientale des Agriates.
À l'est le ruisseau de Fornello qui prend sa source sur les flancs du Monte Pietesco et prend le nom de ruisseau de Salinelle après sa confluence avec le ruisseau de Cicendolle, lui sert de limite territoriale avec Vallecalle jusqu'au nord du gué de l'Ilusone. De là, cette limite part en direction nord-ouest, rejoint la rivière Aliso qu'elle longe sur environ un kilomètre autour du lieu-dit Forcone, prend ensuite la direction nord jusqu'à Punta Pizzolaccia (153 m) puis rejoint à nouveau le parcours de l'Aliso sur environ 400 mètres, traverse la plaine jusqu'à la D 81 et les premières collines des Agriates au sud du Monte Revincu (Santo-Pietro-di-Tenda).
À l'ouest, du Monte Guppio (323 m) « à cheval » sur Santo-Pietro-di-Tenda et Rapale, ses limites rejoignent la plaine de l'Aliso à l'est, au lieu-dit Pilocaccia, d'où elle repartent direction sud - sud-est en une quasi droite ligne jusqu'à la colline de Santo Pietro Vecchio (149 m), suivent une basse ligne de crête ceinturant le village du Nord-ouest au Sud.
Ainsi composé, son territoire présente des paysages très variés, depuis les hauteurs du village qui sont verts mais peu boisés en passant par le village nid de fraîcheur, la fertile plaine de l'Aliso jusqu'aux premières collines de l'aride désert des Agriates lui appartenant. Savoir qu'une infime partie de ces collines fait partie de la zone nord du champ de tir de Casta.

### Habitat
Rapale est un village situé à une même altitude (350 mètres) que ses voisins Sorio, Piève et Vallecalle, tous construits en hauteur sur des sites défensifs. Il est situé sur une arête, à flanc d'une moyenne montagne dont les plus hauts sommets sur la commune ne dépassent pas 700 mètres. Village « balcon », il domine la plaine d'Oletta appelée Conca d'Oro.
Le bâti est ancien, avec des maisons aux façades austères sans balcon, aux toits couverts en alternance de lauzes et de tuiles rouges.

### Accès
La D62 dessert le village. Cette route conduit vers l'est à la D 81, celle-ci menant à Saint-Florent et à Ile-Rousse. Elle relie la RN 193 depuis le rond-point de Casatorra à Biguglia à la route D 81 (entrée orientale des Agriates) et passe au col de Santo Stefano, carrefour routier stratégique desservant à la fois Oletta, Biguglia/Bastia, Rapale et Murato.
La D 62 est la route corniche du Haut-Nebbiu. Elle traverse les villages de Santo-Pietro-di-Tenda, San-Gavino-di-Tenda, Sorio, Piève, Rapale. Elle traverse la commune de Murato et la D 162 est une bretelle qui permet de gagner le village de Murato au lieu-dit San Michele.
Au nord, à l'entrée orientale des Agriates, la commune est traversée par la route D 81.

## Urbanisme

### Typologie
Au 1er janvier 2024, Rapale est catégorisée commune rurale à habitat dispersé, selon la nouvelle grille communale de densité à sept niveaux définie par l'Insee en 2022.
Elle est située hors unité urbaine. Par ailleurs la commune fait partie de l'aire d'attraction de Bastia, dont elle est une commune de la couronne,. Cette aire, qui regroupe 93 communes, est catégorisée dans les aires de 50 000 à moins de 200 000 habitants,.

### Occupation des sols
L'occupation des sols de la commune, telle qu'elle ressort de la base de données européenne d’occupation biophysique des sols Corine Land Cover (CLC), est marquée par l'importance des forêts et milieux semi-naturels (70,1 % en 2018), une proportion identique à celle de 1990 (70,2 %). La répartition détaillée en 2018 est la suivante : 
milieux à végétation arbustive et/ou herbacée (57,6 %), zones agricoles hétérogènes (16,5 %), forêts (12,5 %), prairies (9 %), zones industrielles ou commerciales et réseaux de communication (4,1 %), cultures permanentes (0,2 %), terres arables (0,1 %). L'évolution de l’occupation des sols de la commune et de ses infrastructures peut être observée sur les différentes représentations cartographiques du territoire : la carte de Cassini (XVIIIe siècle), la carte d'état-major (1820-1866) et les cartes ou photos aériennes de l'IGN pour la période actuelle (1950 à aujourd'hui).

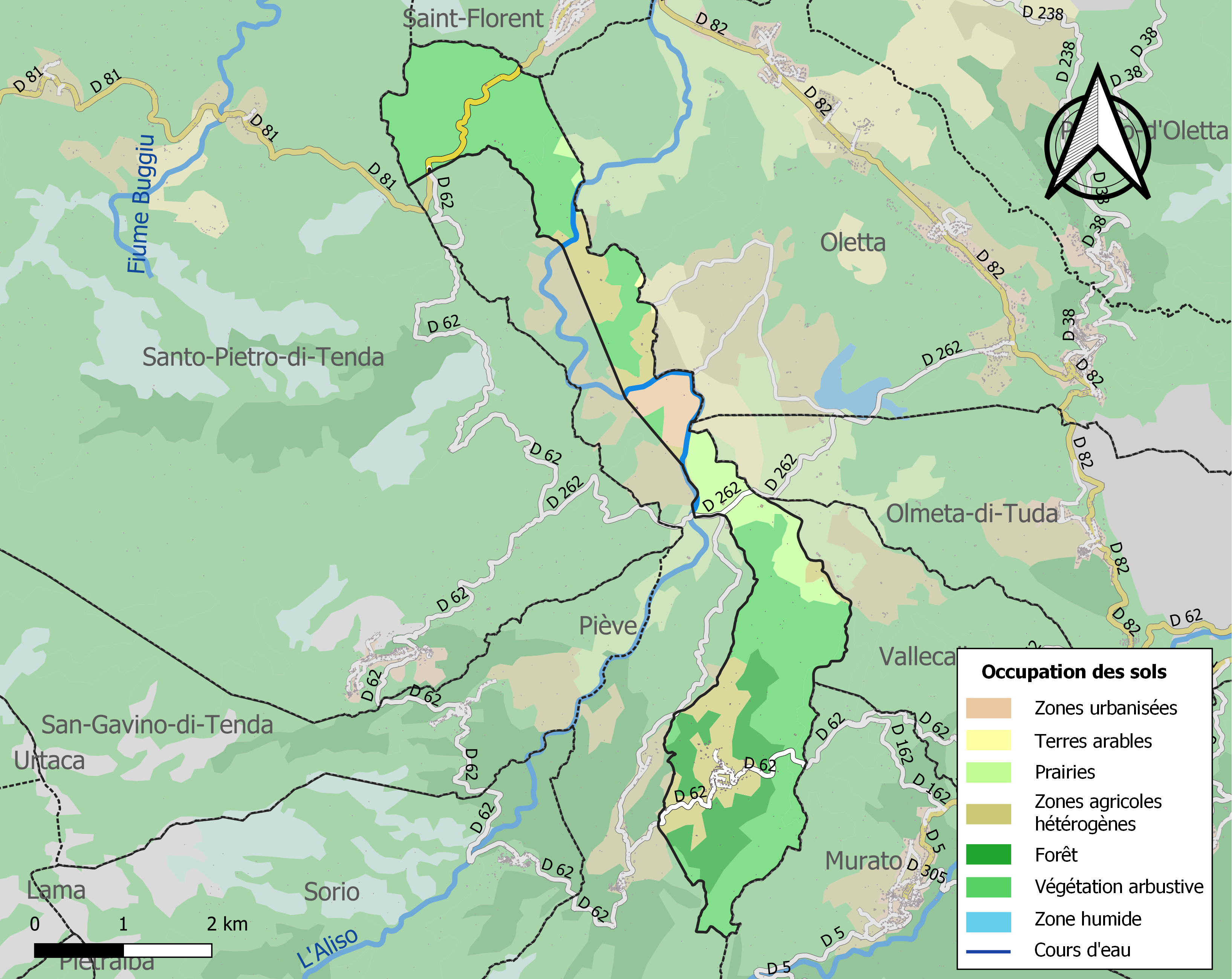
Carte des infrastructures et de l'occupation des sols de la commune en 2018 (CLC).

## Histoire

### Époque contemporaine
- 1789 : la pieve du Bevinco est remplacée par le canton de Murato. Celui-ci est composé des communes de Murato, Piève, Rapale et Rutali.
- 1839 : Prosper Mérimée visite le Nebbio le 1er et 2 octobre. Le premier jour il part à cheval voir « trois curieuses églises »[6] : San Michele à Murato, San Nicolao (Chiesa Nera) à Piève et San Cesariu à Rapale.
- 1971-1973 : Le nouveau canton de Haut-Nebbio est créé avec la fusion imposée des anciens cantons de Lama, Murato et Santo-Pietro-di-Tenda.

## Politique et administration

### Liste des maires
| Période                                  | Période  | Identité                      | Étiquette   | Qualité                     |
| ---------------------------------------- | -------- | ----------------------------- | ----------- | --------------------------- |
| maire en 1834                            | ?        | M. Felicelli                  |             | Conseiller d'arrondissement |
| vers 1890                                | ....     | Philippe Felicelli            | Républicain |                             |
| avant 1981                               | ?        | Charles Guerrini              | DVG         |                             |
| mars 2001                                | En cours | Jean-Claude Fondacci de Paoli | REG         | Employé                     |
| Les données manquantes sont à compléter. |          |                               |             |                             |

## Démographie

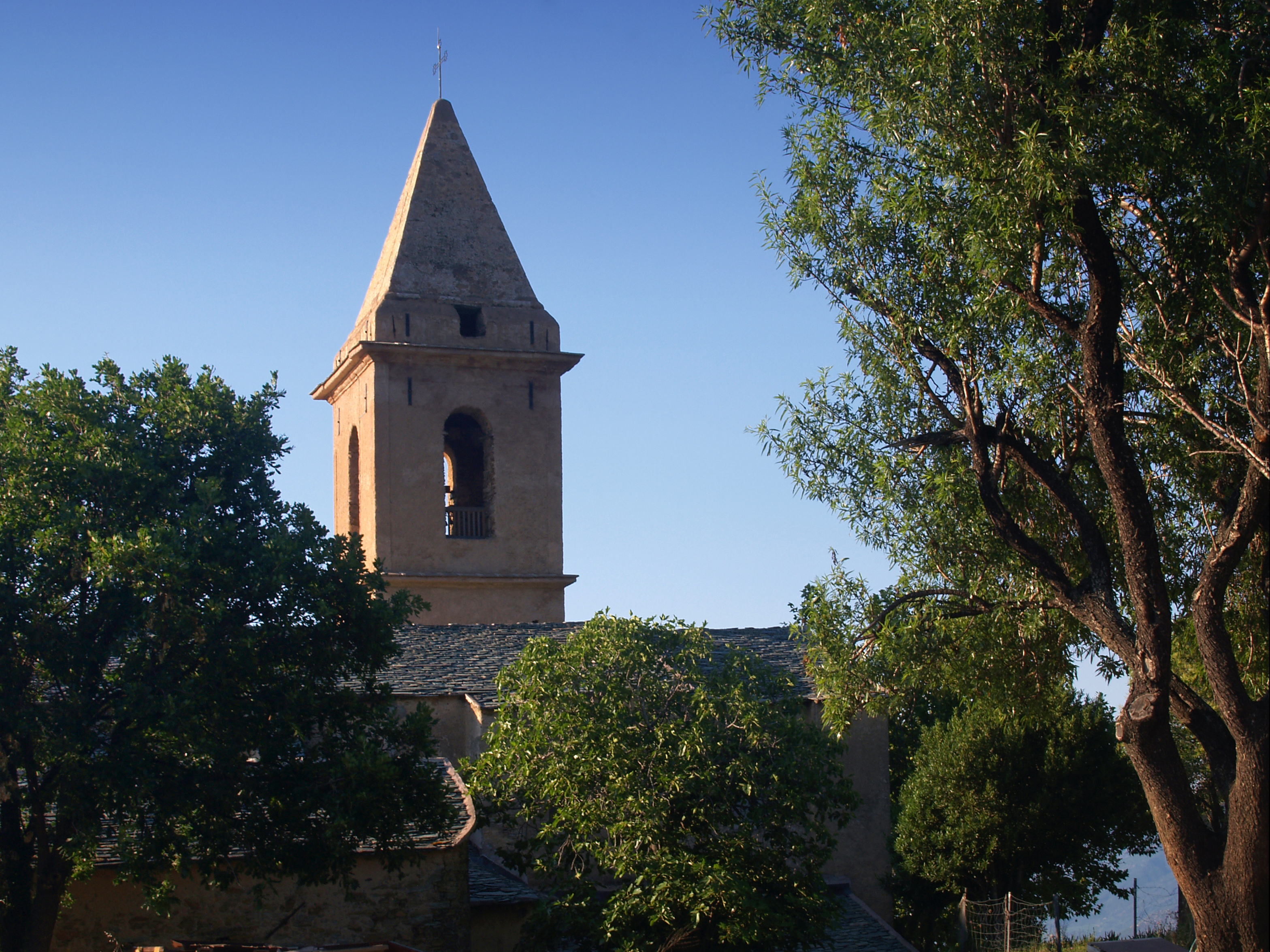
Clocher de Santa Maria-Assumpta.

L'évolution du nombre d'habitants est connue à travers les recensements de la population effectués dans la commune depuis 1800. Pour les communes de moins de 10 000 habitants, une enquête de recensement portant sur toute la population est réalisée tous les cinq ans, les populations de référence des années intermédiaires étant quant à elles estimées par interpolation ou extrapolation. Pour la commune, le premier recensement exhaustif entrant dans le cadre du nouveau dispositif a été réalisé en 2006.

En 2022, la commune comptait 162 habitants, en évolution de +7,28 % par rapport à 2016 (Haute-Corse : +5,15 %, France hors Mayotte : +2,11 %).
| 1800 | 1806 | 1821 | 1831 | 1836 | 1841 | 1846 | 1851 | 1856 |
| ---- | ---- | ---- | ---- | ---- | ---- | ---- | ---- | ---- |
| 174  | 203  | 227  | 437  | 284  | 316  | 319  | 297  | 300  |

| 1861 | 1866 | 1872 | 1876 | 1881 | 1886 | 1891 | 1896 | 1901 |
| ---- | ---- | ---- | ---- | ---- | ---- | ---- | ---- | ---- |
| 306  | 296  | 306  | 313  | 306  | 314  | 327  | 327  | 402  |

| 1906 | 1911 | 1921 | 1926 | 1931 | 1936 | 1946 | 1954 | 1962 |
| ---- | ---- | ---- | ---- | ---- | ---- | ---- | ---- | ---- |
| 403  | 401  | 421  | 403  | 400  | 361  | 233  | 193  | 150  |

| 1968 | 1975 | 1982 | 1990 | 1999 | 2006 | 2011 | 2016 | 2021 |
| ---- | ---- | ---- | ---- | ---- | ---- | ---- | ---- | ---- |
| 122  | 116  | 108  | 102  | 131  | 151  | 150  | 151  | 161  |

| 2022 | - | - | - | - | - | - | - | - |
| ---- | - | - | - | - | - | - | - | - |
| 162  | - | - | - | - | - | - | - | - |

## Lieux et monuments

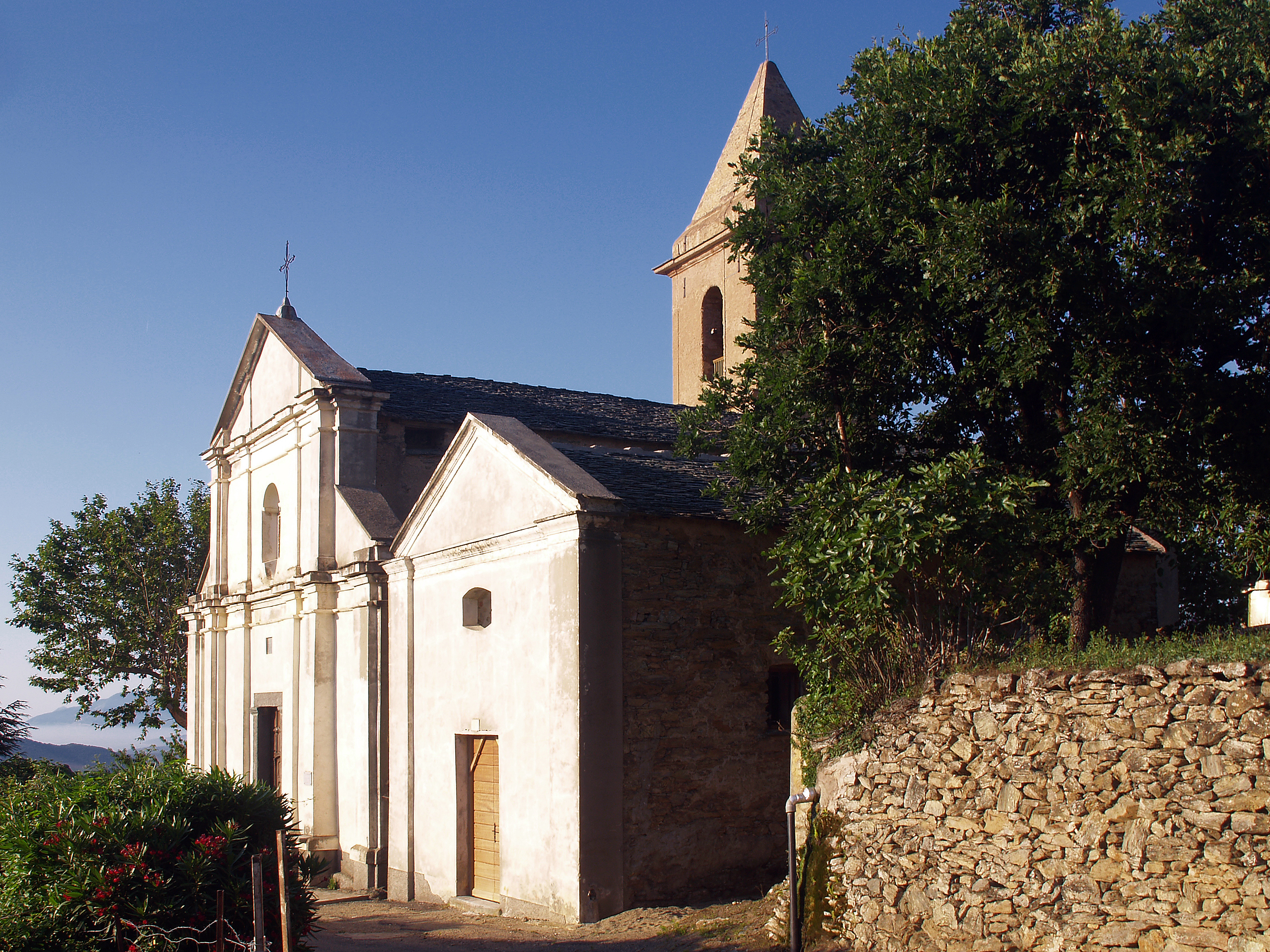
Église paroissiale Santa Maria-Assumpta.

- Église Santa-Maria-Assumpta, héritage pisan.

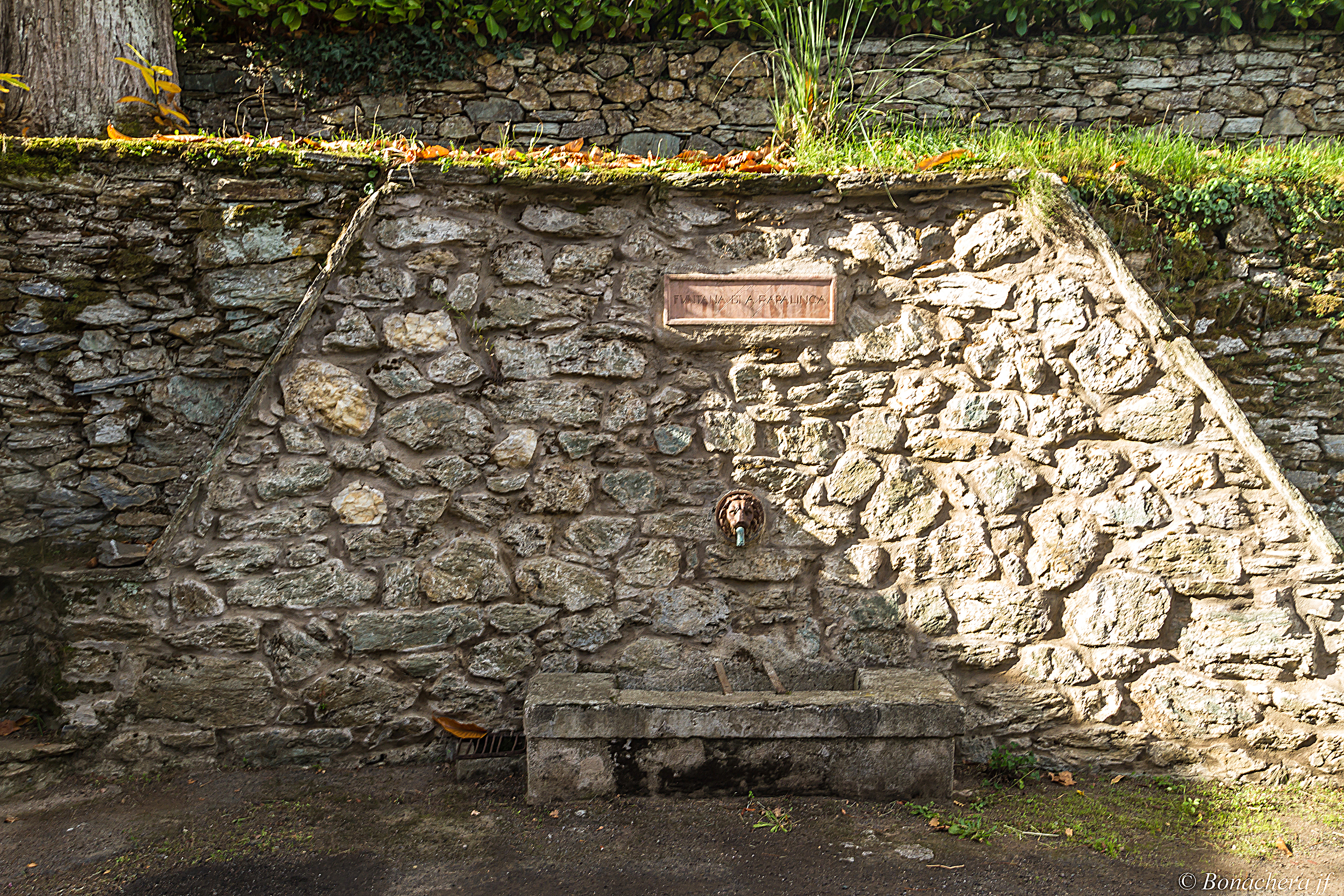
Funtana di a Rapalinca.

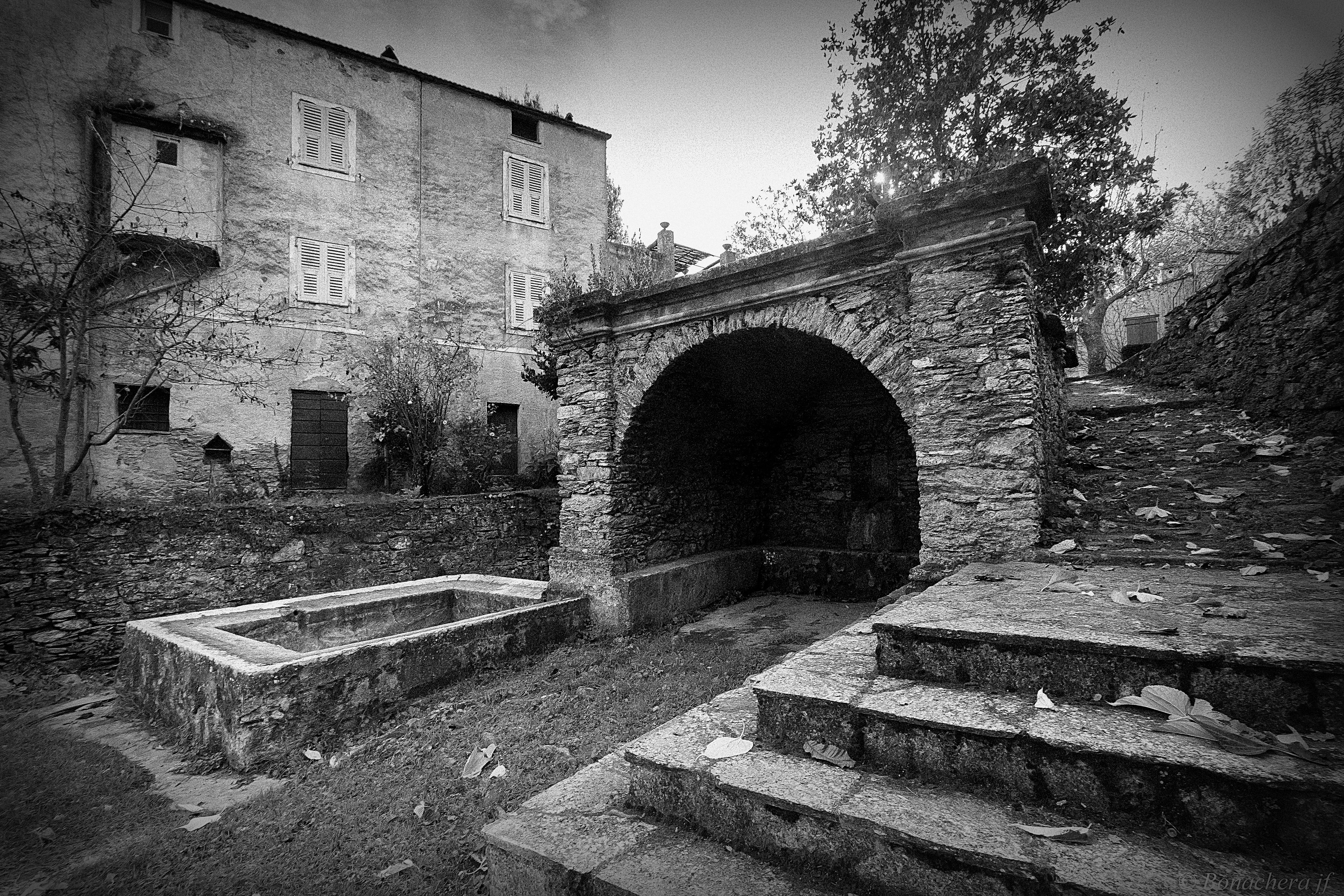
le lavoir de Rapale.

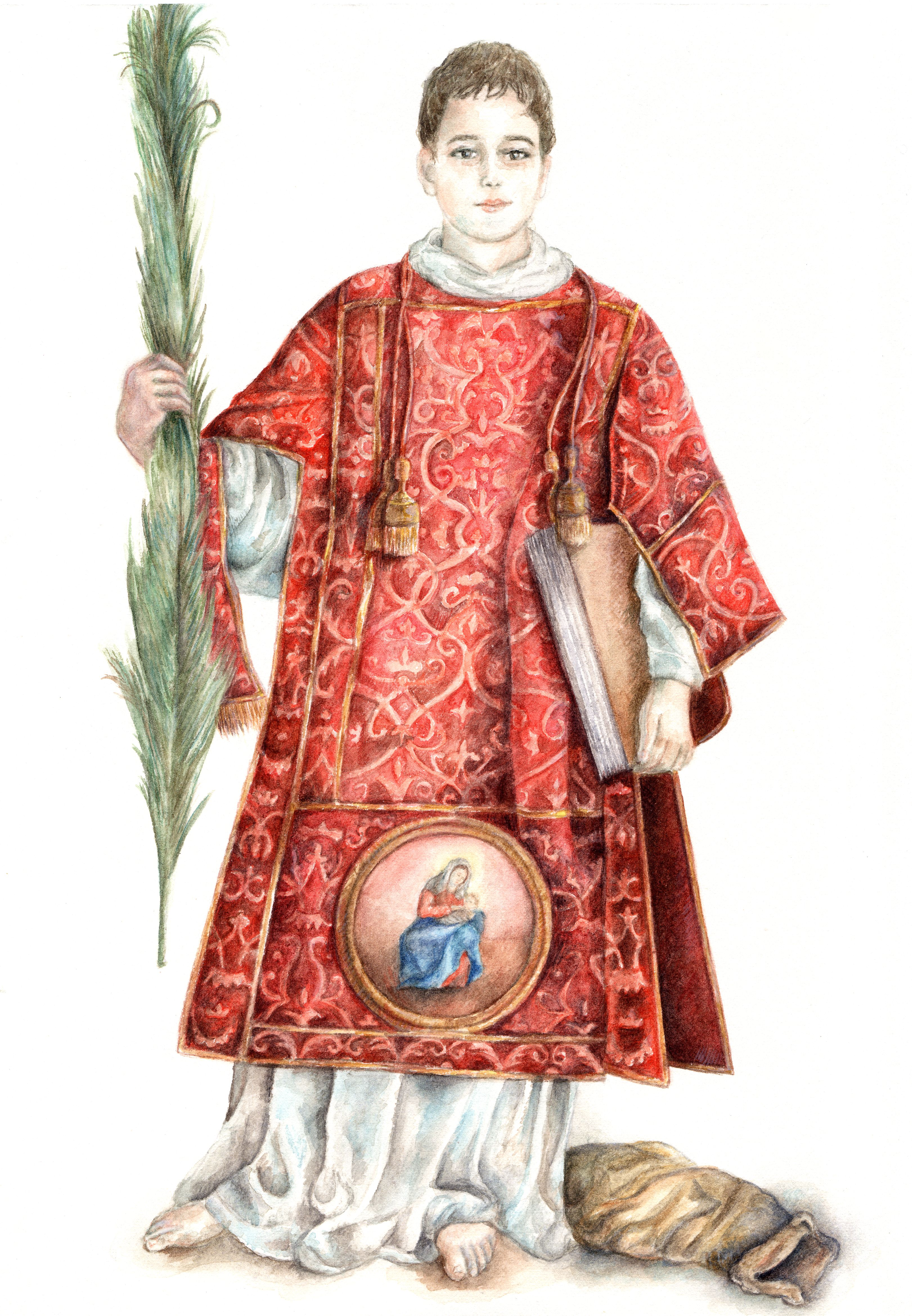
San Cesaro ou Cesaru, Saint Césaire de Terracina.

- Fontaine et lavoir a Rapalinca.

- San Cesaro ou Cesaru, Saint Césaire de Terracina.Église San Cesaro[12] (Saint-Césaire ou San Cesariu en Corse) - dédiée à saint Césaire de Terracina - des XIIIe siècle, XIVe siècle, d'architecture romane avec plusieurs ouvrages sculptés, ruinée, sur les hauteurs du village à 500 mètres d'altitude et à une trentaine de minutes de marche depuis l'église. Propriété de la commune, elle est classée Monument historique en 1840[13]. L'intérêt de l'édifice est paru au J.O. du 18 avril 1914.

Elle a la particularité d'avoir été construite toute en serpentine, pierre verte locale appareillée avec soin. Elle est considérée comme la jumelle de l'église San Michele de Murato.
Abandonnée vers 1920, l'effondrement de sa toiture a entrainé une partie des murs. Classée, elle est en cours de restauration.
- Chapelle San Martino (Saint-Martin) située au nord du village, ancienne église paroissiale ruinée.
- Chapelle Sant'Antone au nord de la chapelle San Martino, également ruinée.

## Fêtes et loisirs
- Fête le 15 août, jour de l'Assomption.

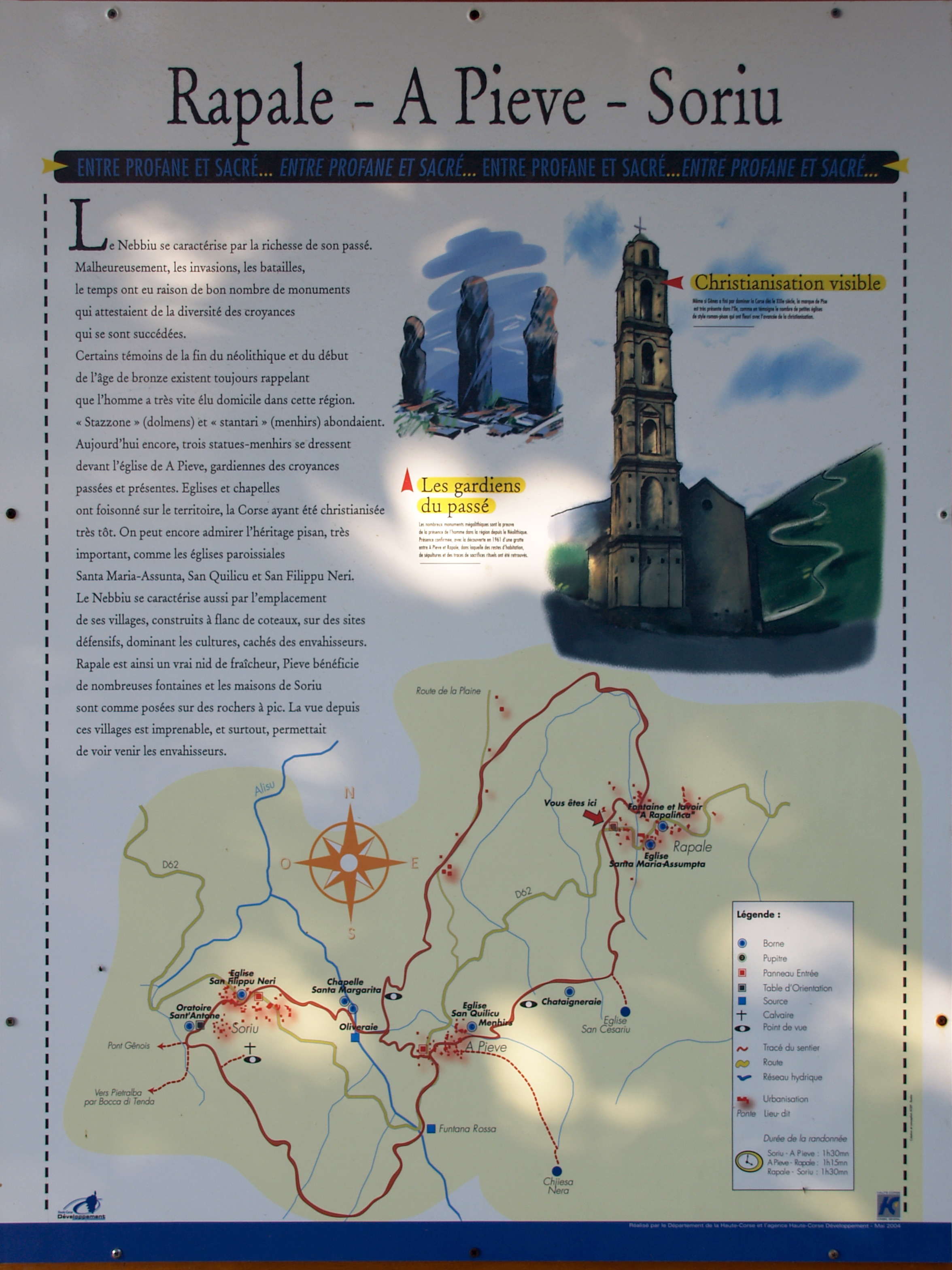
Panneau du sentier.

- Sentier Rapale, A Piève - Soriu Entre profane et sacré, parcours en boucle passant par les principaux points forts (patrimoines religieux et civils). À partir de ce sentier, d'autres parcours sont offerts vers des ouvrages remarquable, tel un pont génois, l'église San Cesariu ou encore Chiesa Nera.